# 美馬市立木屋平中学校
美馬市立木屋平中学校（みましりつ こやだいらちゅうがっこう）は、徳島県美馬市木屋平字川井にある公立中学校。

## 沿革
かつては遠隔地の生徒のために寄宿舎があったが、2006年度限りで閉鎖された。
- 1974年 - 三ツ木中学校・川井中学校・木屋平中学校が統合し、木屋平中学校となる。
- 1975年 - 寄宿舎（木屋平寮）設置[1]
- 2005年 - 市町村合併により美馬市立木屋平中学校となる。
- 2007年 - 3月23日で寄宿舎閉寮[1]。

## 校訓
- 至誠

## 部活動
- 卓球（男子）
- ソフトテニス（女子）

## 関連学校
- 美馬市立木屋平小学校

## 通学区域が隣接している学校
- 美馬市立穴吹中学校
- つるぎ町立貞光中学校
- 三好市立東祖谷中学校
- 那賀町立相生中学校
- 神山町立神山中学校
- 吉野川市立山川中学校